# Cầu Chánh Hưng
Cầu Chánh Hưng là một cây cầu bắc qua kênh Đôi thuộc địa bàn Quận 8, Thành phố Hồ Chí Minh.
Cầu nằm trên tuyến đường Phạm Hùng, cách cầu Nguyễn Tri Phương khoảng 500 m về phía nam. Đây là một hạng mục của công trình cầu - đường Nguyễn Tri Phương nối dài từ Quận 5 đến Quận 8, được đưa vào sử dụng từ năm 2003.
Cầu có chiều dài là 387 m, chiều rộng là 13 m.